# 송송이
송송이(1973년 5월 17일~)는 대한민국의 배우이다.
1990년 연극배우에, 이듬해 1991년에 뮤지컬 배우로 데뷔하였다. 1992년 SBS 서울방송 2기 공채 탤런트가 되었다. 의송 김두한의 외손녀이며, 김을동(연기자, 국회의원)의 딸이다. 김을동이 SBS 소설극장 모닥불에 바친다 마지막회(92년 12월 22일) 녹화에서 극중 주혜자(송송이 분)의 어머니로 나와 함께 출연 하기도 하였다..

## 가족 관계
- 증조부: 김좌진
- 외조부: 김두한
  - 아버지: 송정웅
  - 어머니: 김을동
    - 오빠: 송일국
    - 올케언니: 정승연
      - 조카: 송대한
      - 조카: 송민국
      - 조카: 송만세

## 출연작

### TV 드라마
- 1992년 금잔화
- 1992년 모닥불에 바친다
- 1993년 관촌수필
- 1993년 경찰청 사람들
- 1994년 이 남자가 사는 법
- 1995년 옥이 이모